# Castelo Real de Laeken
O Castelo Real de Laeken é a principal residência dos Reis da Bélgica, embora a monarquia belga esteja sediada no Palácio Real de Bruxelas. Fica situado em Laeken, um subúrbio a norte de Bruxelas, na Bélgica.
O domínio foi conhecido inicialmente por Kasteel van Schoonenberg (Castelo de Schoonenberg), um nome posteriormente abandonado. O seu jardim foi um exemplo de jardim paisagístico, com um pavilhão chinês, um templo, uma orangerie, grutas e lagoas; tinha uma área de 58 hectares e 79 ares.

## História

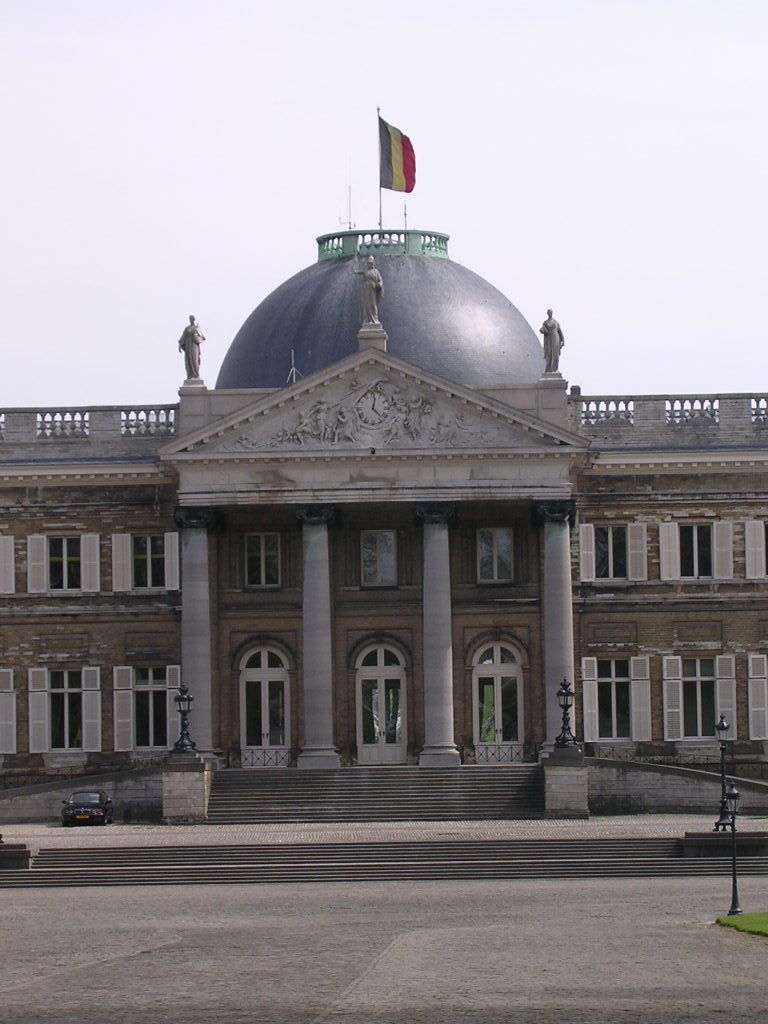
A entrada principal.

O castelo foi construído entre 1782 e 1784, pelo arquitecto francês Charles De Wailly, sob a supervisão de Louis Montoyer, como uma residência de verão para os Governadores dos Países Baixos espanhóis, a arquiduquesa Maria Cristina, Duquesa de Teschen e o seu marido, Alberto Casimiro, Duque de Teschen, os quais permaneceram na região a pedido do Imperador José II (irmão de Maria Cristina). O palácio imperial alcançou o seu aspecto actual com a construção da cúpula central e do frontão suportado por uma série de colunas, de acordo com o estilo neoclássico.
Mais tarde, o domínio foi vendido, sendo salvo da demolição, em 1804, por Napoleão Bonaparte, o qual ofereceu a propriedade à sua esposa, Joséphine de Beauharnais, em 1811. No entanto, já era tarde demais para salvar o pavilhão chinês; este já fôra demolido. A pedido do imperador, o castelo foi mobilado com móveis provenientes de Paris; a maior parte do mobiliário data deste período, incluindo uma magnífica colecção de tapeçarias. No final desse mesmo ano, Napoleão instalou-se no Palácio Imperial de Laeken (Keizerlijk Paleis van Laken). Em 1806, o palácio estava muito bem equipado com belos móveis vindos de França; desde bancos de mogno em Estilo Império até dispendiosas cortinas de seda urdidas em Lyon. Os enormes investimentos dispendidos no domínio foram, claramente, motivados pelo amor de Napoleão por Joséphine. De Laeken foram, também, emitidas várias decisões governamentais, sendo uma importante residência relativamente próxima de Paris. Em Maio de 1810, Napoleão visitou o castelo pela última vez; a imperatriz teria cada vez menos tempo com a sua família. Em Santa Helena (território), o imperador ainda pensava frequentemente em recuperar Laeken.

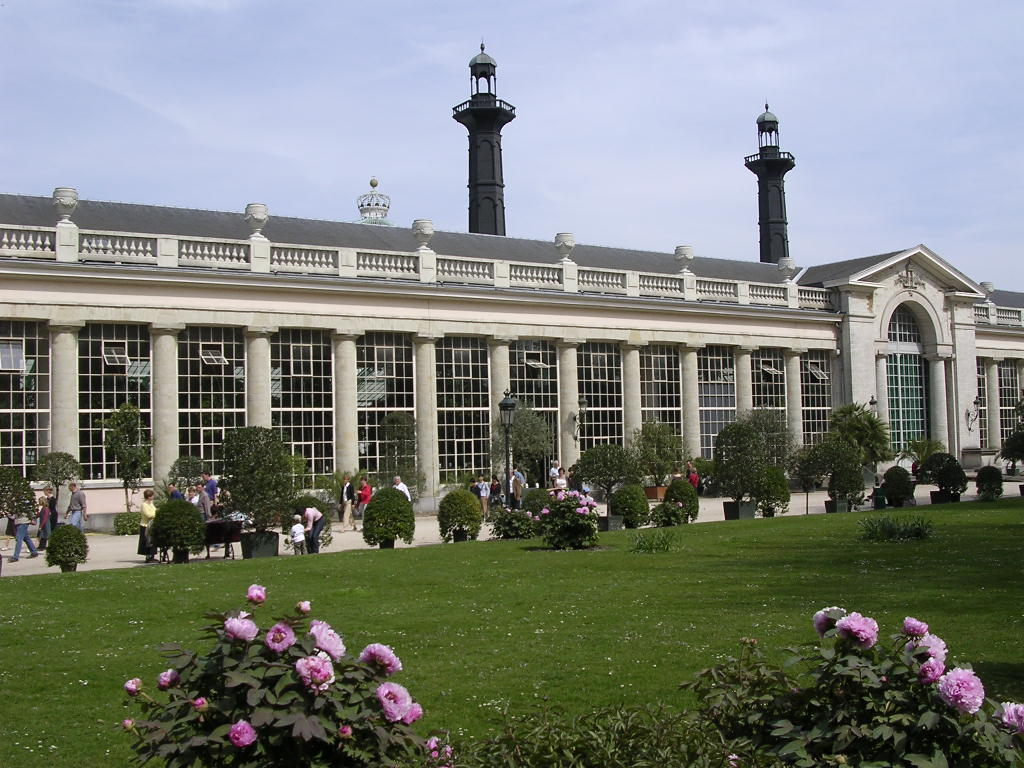
A orangerie real

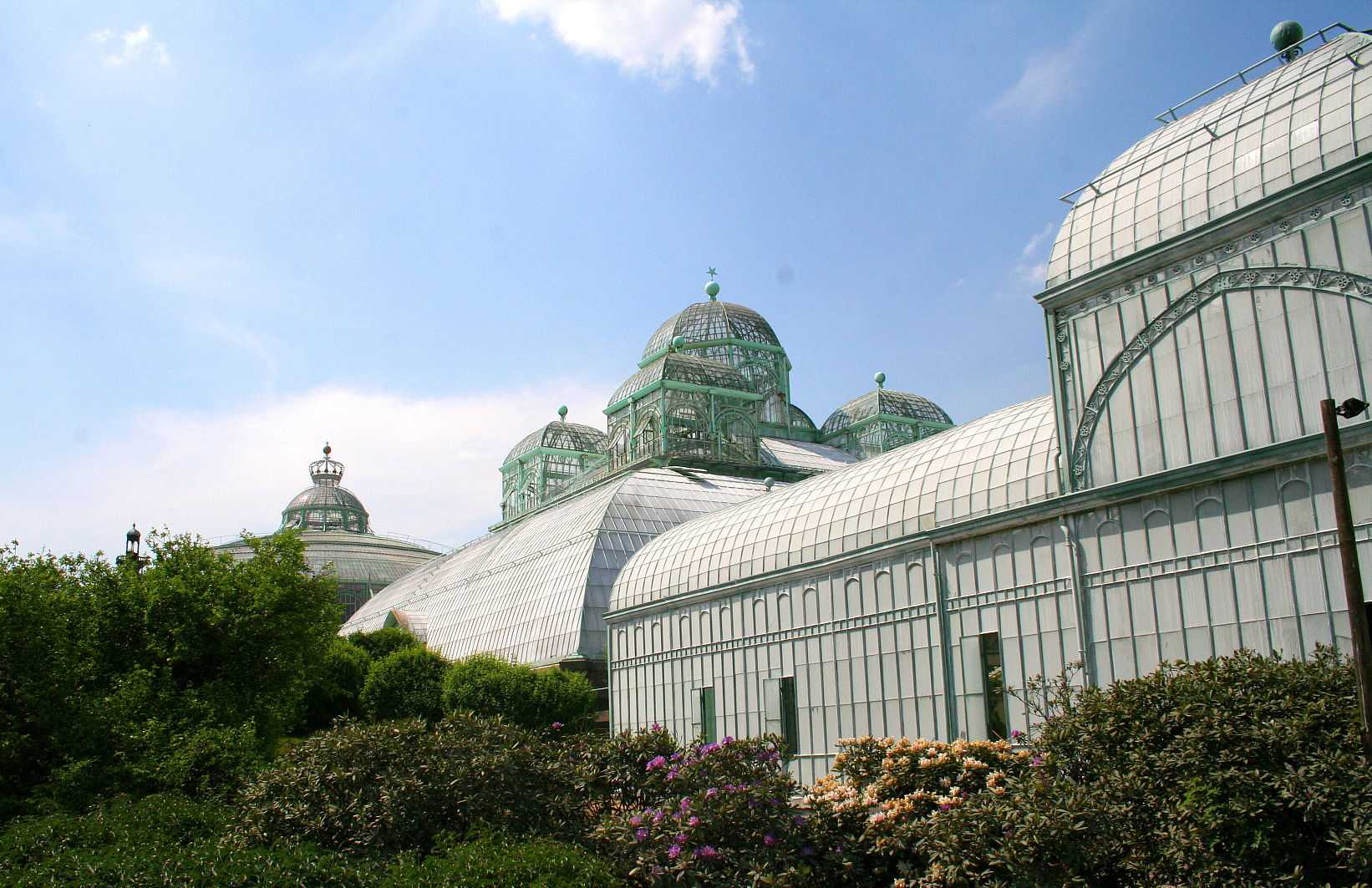
A estufa real

Depois da Revolução Belga foi habitado pelo Rei Guilherme I, embora o czar Alexandre I nunca lá tenha estado.
Até à época de Leopoldo II nada iria mudar. Porém, a sua sorte em Laeken parece por vezes trágica. Em Janeiro de 1869, o pequeno Príncipe Leopoldo da Bélgica, com nove anos de idade, faleceu após de ter caído num tanque. No dia 1 de Janeiro de 1890, foi parcialmente destruído por um incêndio quando o casal real se encontrava numa recepção de Ano Novo no Palácio Real de Bruxelas. Apenas a Princesa Clementina da Bélgica e a sua governanta, a menina Drancourt, se encontravam no edifício. Antoinette, a sua criada, decobriu o fogo e conseguiu salvar a princesa; para a menina Drancourt era demasiado tarde. No grande incêndio perdeu-se completamente a biblioteca de Napoleão devido ao colapso da cúpula. O único retrato do Príncipe Leopoldo da Bélgica também se perdeu. O rei aproveitou a oportunidade para reformar o edifício a seu gosto, ficando a reconstrução à responsabilidade do arquitecto real Alphonse Balat. Uma das suas criações foram as estufas, as quais serviriam para instalar árvores e outras plantas provenientes do Congo. O Rei Leoplodo II deixou, igualmente, o Departamento da Coudelaria Real, uma orangerie e uma nova grande ala com a capela. Por outro lado, também recriou o jardim à inglesa. O rei tinha grandes planos para o castelo, onde se incluia o desenvolvimento duma estação privada sob o edifício, mas muitos deles nunca foram aplicados.
O Rei Alberto I da Bélgica teve uma vida feliz no palácio com a sua família. Datam desta época os cisnes no parque, ainda descendentes do casal oferecido à Rainha Isabel. A rainha também teve um gabinete em estilo inglês e a estufa das azáleas. Depois da morte da Rainha Astride, o Rei Leopoldo III mudou-se com os filhos para o Castelo Real de Laeken, no qual se manteriam como prisineiros durante a Segunda Guerra Mundial. O seu filho e herdeiro, o Rei Balduíno, e a esposa deste, a Rainha Fabíola, também elegeram o palácio como sua residência. O rei promoveu algumas alterações, nomeadamente a abolição da Coudelaria Real. Depois da morte do Rei Baldíno, o castelo ficou à disposição do Príncipe Filipe, Duque de Brabante, herdeiro aparente do trono. A Rainha Fabíola mudou-se para o Castelo de Stuyvenberg, um palácio menor situado a poucos quarteirões de distância.
O arquitecto Charles Girault foi o responsável pela sua estrutura actual, em 1902. O vasto terreno do castelo tem lagos, campos de golfe e vários pavilhões, entre os quais se inclui uma Torre Japonesa, um pagode originalmente construído para a Exposição Universal de Paris de 1900, posteriormente comprado por Leopoldo II e trazido para Bruxelas. Os quartos do castelo estão decorados nos estilos Luís XIV, Luís XVI e chinoiserie.

### Marcos históricos
- Residência do Imperador Napoleão;
- Grande incêndio do castelo;
- Noivado da Princesa Estefânia da Bélgica com Rodolfo de Habsburgo, o herdeiro do Império Austro-Húngaro;
- Detenção do Rei Leopoldo III;
- Câmara ardente para o funeral do Rei Balduíno;
- Visita do Papa João Paulo II
- Festa de noivado de Filipe, Duque de Brabante com Mathilde d'Udekem d'Acoz;
- A Declaração de Laeken.

## Funções actuais

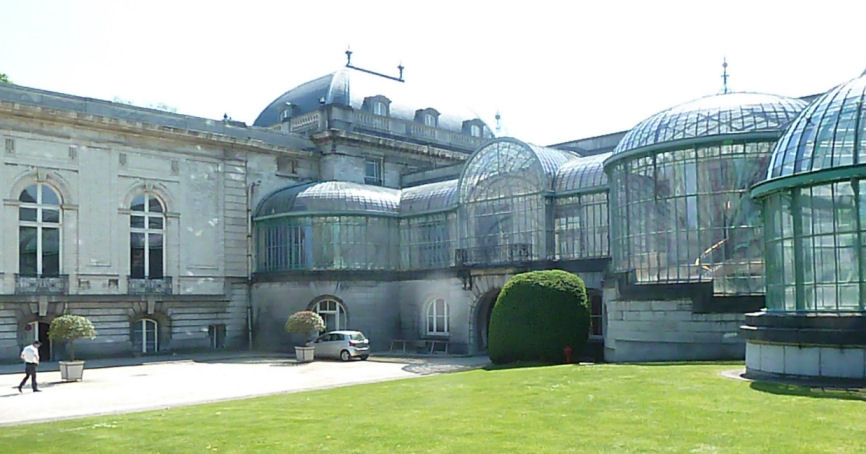

Ao contrário do imponente Palácio Real de Bruxelas, o Castelo Real de Laeken possui uma natureza íntima, uma vez que tem servido, desde há séculos, como palácio residencial. Possui um magnífico jardim, tão grande como o Mónaco. Actualmente serve de residência a Filipe e Matilde da Bélgica, e à respectiva Família. A propriedade também abriga as famosas Estufas Reais de Laeken, projectadas tanto por Balat como por Victor Horta, acessíveis ao público durante três semanas por ano. Além das estufas reais, é famoso pelas suas cavalariças, pelo pavilhão chinês e pela Torre Japonesa, a oficina de pintura da Rainha Isabel.
A pedido da Rainha, foi recentemente restaurado o pavilhão onde cresceram os filhos de Leopoldo III, para que aqui possam brincar a Princesa Isabel, os seus irmãos, primos e primas.
Alberto II utilizou o Palácio para recepções, jantares de gala e contatos cerimoniais com políticos. Em 2007, o Rei teve ali audiências públicas depois das eleições de 10 de Junho daquele ano.

## Salões do Castelo Real de Laeken

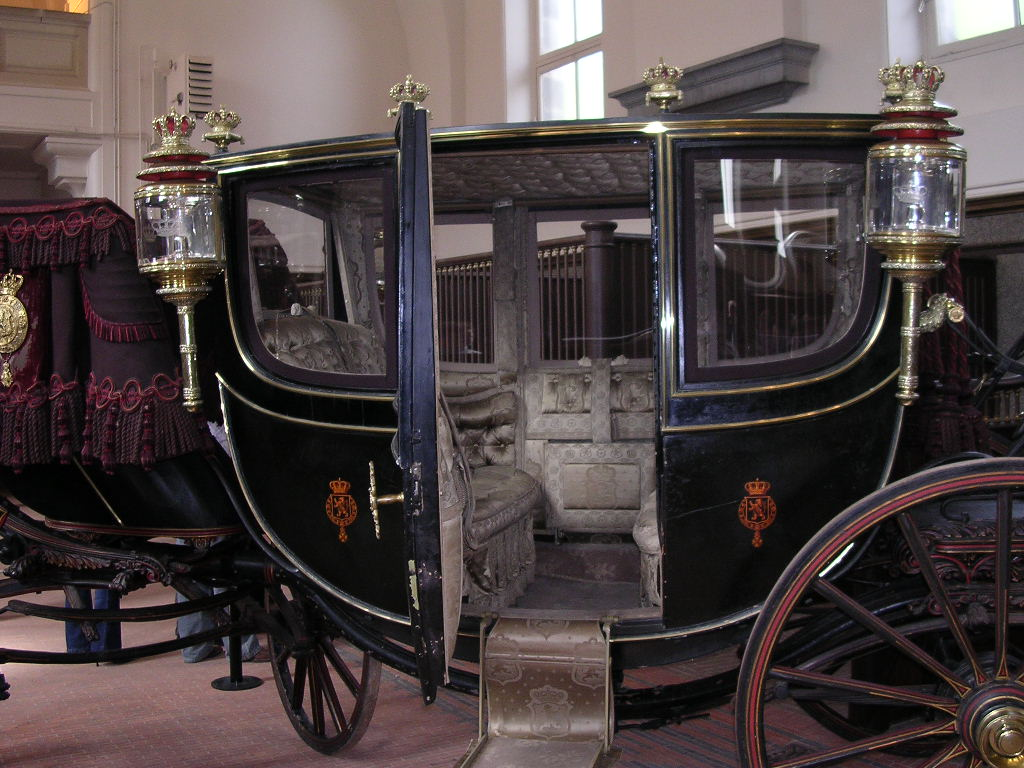
Uma carruagem da cavalariça real

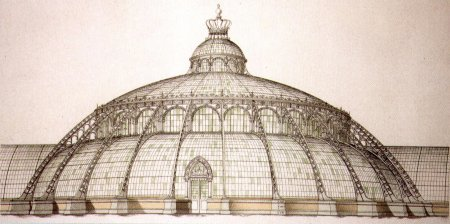
Projecto da cúpula central da estufa

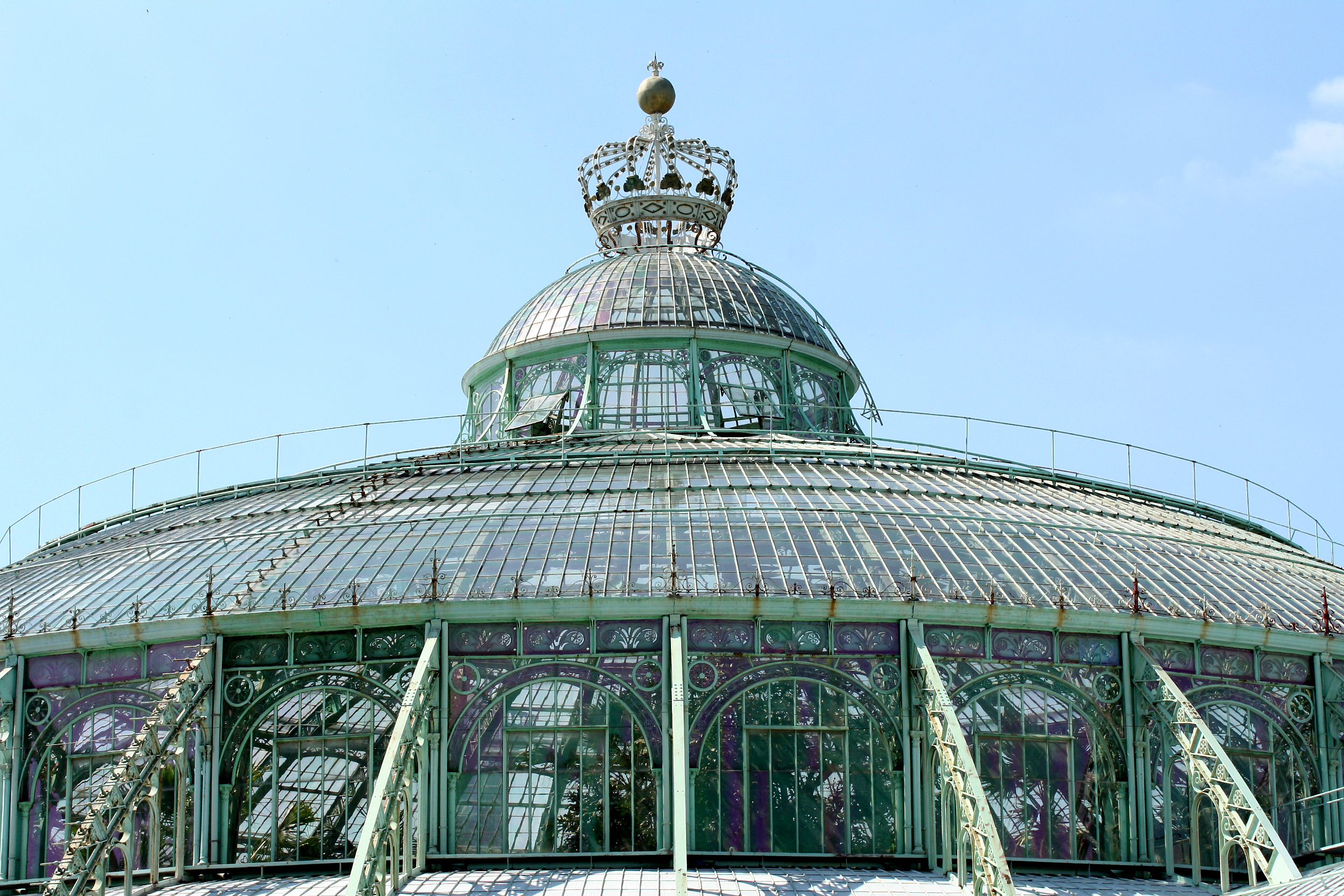
Cúpula central da estufa

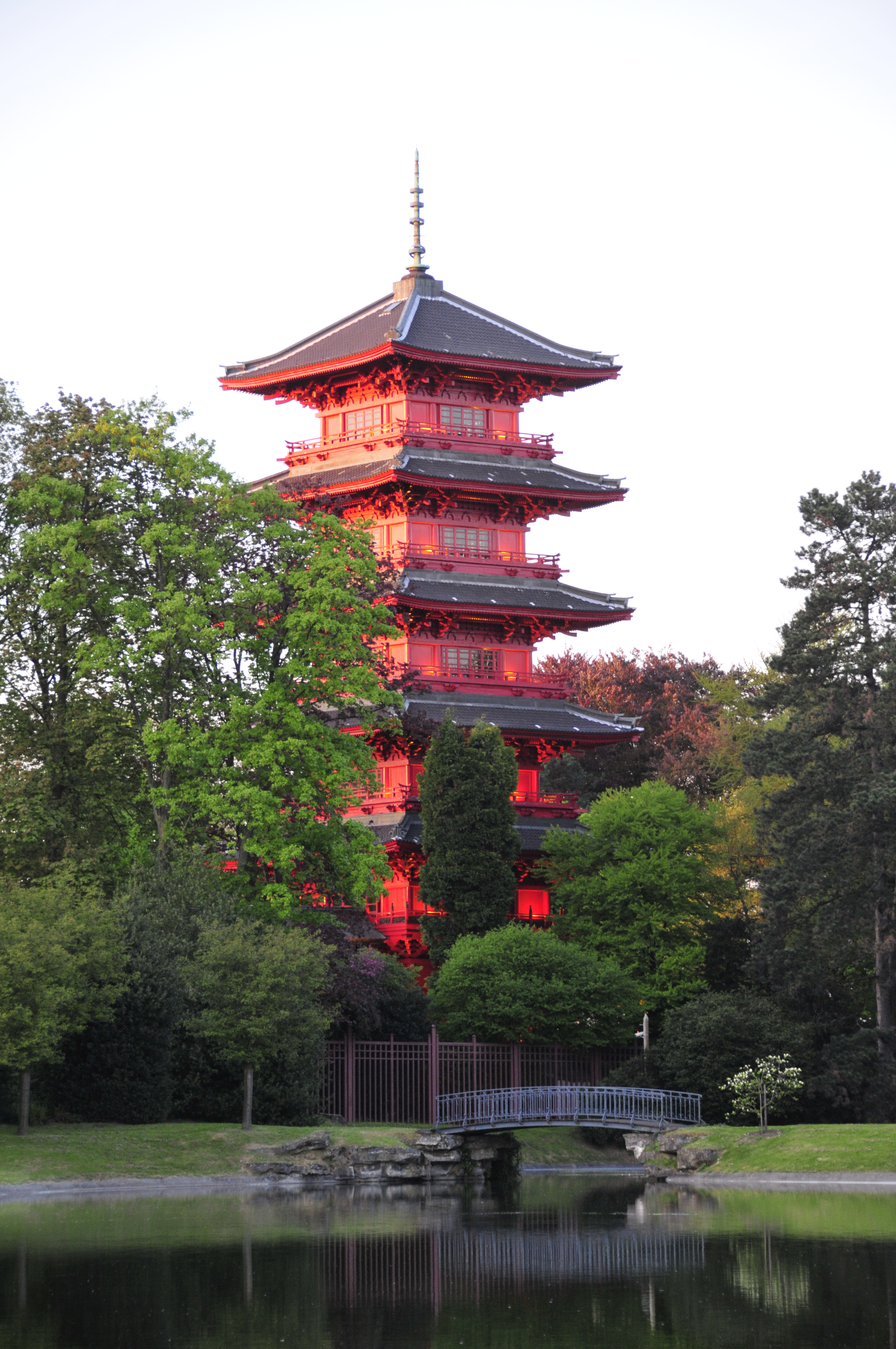
A Torre Japonesa

### Descrição da época de Napoleão
- O Grande Apartamento
  - Grande Vestíbulo
  - Salão da Guarda da Casa
  - Salão dos Primeiros Oficiais
  - Salão dos Príncipes
  - Grande compartimento do Imperador
  - Salão do Trono
  - Vestíbulo Redondo
  - Sala de Jantar
  - Capela
- O Apartamento da Imperatriz
  - Antecâmara
  - Salão da Guarda
  - Grande Salão
  - Quarto de Dormir da Imperatriz
  - Refeitório da Imperatriz
  - Grande compartimento da Imperatriz
  - Sala de Vestir da Imperatriz

### Descrição actual
- Grande Escadaria
- Vestíbulo
- Galeria de Retratos
- Grande Galeria
- Apartamento para o Oficial Ordenança
- Salão das Letras
- Salão das Ciências
- Salão dos Príncipea
- Salão das Artes
- Sala de Jantar de Gala
- Sala de Jantar dos Marechais
- Apartamentos Reais
- A Rotunda, também chamado de Salão Italiano (incluindo a cúpula)
- Octágono de Apolo
- Ala dos Estrangeiros
- Galeria dos Estrangeiros
- Salão Quadrado
- Grande Átrio
- Capela Real
- Teatro
- Octágono da Biblioteca
- As Grandes Cavalariças
- A Oranjerie
- Estufas
- Estúdio de Pintura da Rainha Isabel